# 費爾巴赫河 (錫姆斯湖)
47°51′29″N 12°13′36″E / 47.85805°N 12.22668°E

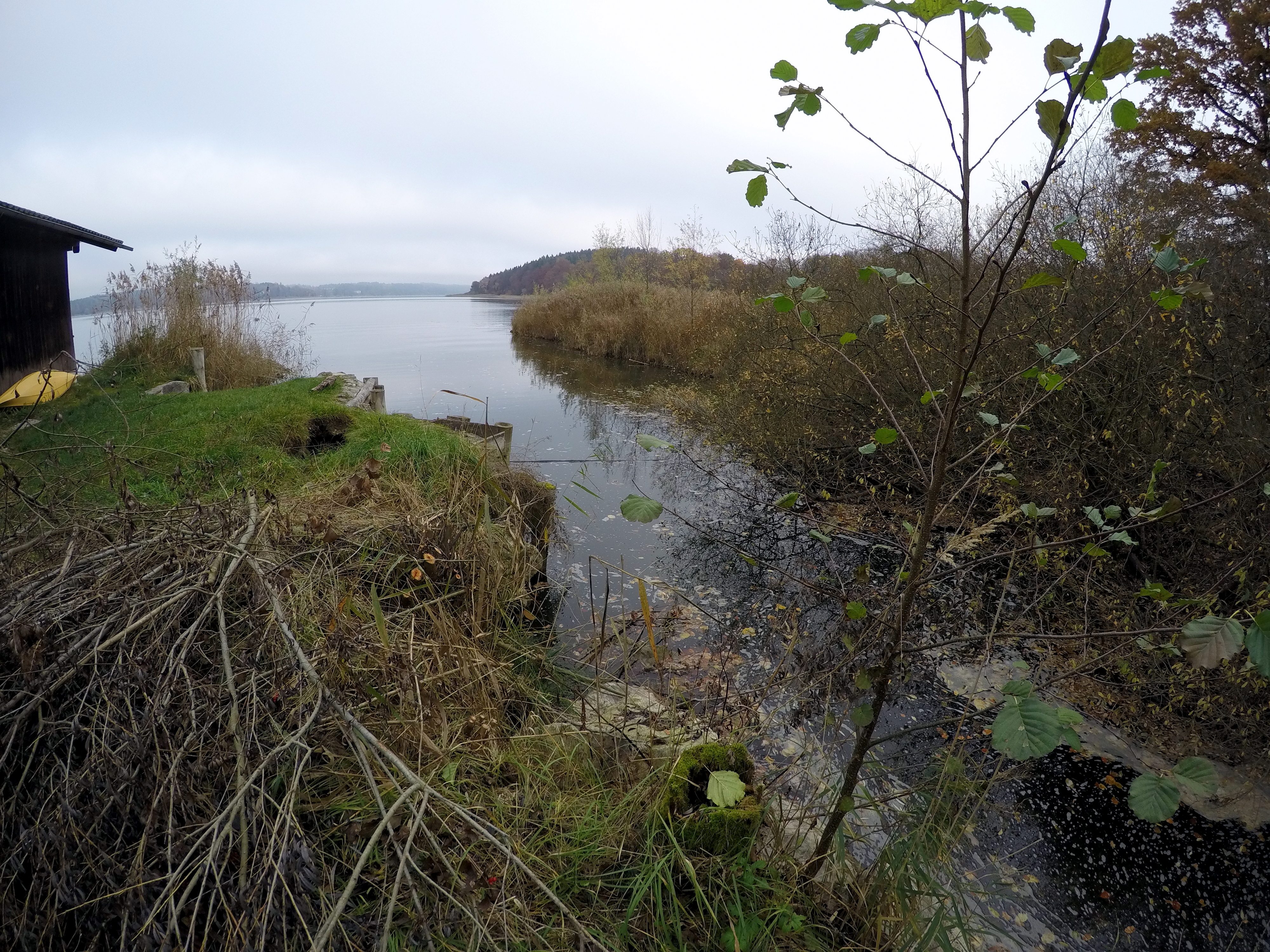

費爾巴赫河是德國的河流，位於該國東南部，由巴伐利亞負責管轄，流經羅森海姆縣的里德靈，最終注入錫姆斯湖，河道全長3.3公里。